# The Original Bad Company Anthology
The Original Bad Company Anthology è un album discografico di raccolta del gruppo hard rock britannico Bad Company, pubblicato nel 1999. 

## Tracce
Disco 1
1. Can't Get Enough
2. Rock Steady
3. Ready for Love
4. Bad Company
5. Movin' On
6. Seagull
7. Superstar Woman
8. Little Miss Fortune
9. Good Lovin' Gone Bad
10. Feel Like Makin' Love
11. Shooting Star
12. Deal with the Preacher
13. Wild Fire Woman
14. Easy On My Soul
15. Whiskey Bottle

Disco 2
1. Honey Child
2. Run with the Pack
3. Silver, Blue and Gold
4. Do Right By Your Woman
5. Burnin' Sky
6. Heartbeat
7. Too Bad
8. Smokin' 45
9. Rock 'N' Roll Fantasy
10. Evil Wind
11. Oh, Atlanta
12. Rhythm Machine
13. Untie the Knot
14. Downhill Ryder
15. Tracking Down a Runaway
16. Ain't It Good
17. Hammer of Love
18. Hey, Hey